# Antonín Steidl
Antonín Steidl (31. března 1832 Domažlice – 26. srpna 1913 Domažlice) byl rakouský a český lékař a politik, v 2. polovině 19. století a počátkem 20. století poslanec Českého zemského sněmu a Říšské rady.

## Biografie
Studoval na gymnáziu v Klatovech, pak přešel na Akademické gymnázium v Praze. Zde, v době bachovského neoabsolutismu, patřil do protirakouské odbojové studentské skupiny nazvané Řád rudého praporu. Skupinu rozbila policie, Steidl byl původně odsouzen k trestu smrti, což pak zmírněno na dvanáct let žaláře. Tři roky si odpykal ve věznici Mukačevo. Podmínky věznění byly mírné. Naučil se částečně maďarsky. Později byl přesunut do věznice v Olomouci, kde byly podmínky daleko ostřejší. V květnu 1857 mu byla udělena amnestie. Hned po návratu na svobodu dokončil střední školu. Praha mu byla zapovězena, ale maturoval v Chebu. Potom vystudoval lékařství na Vídeňské univerzitě. Zde se stal asistentem profesora Johanna von Oppolzera. S ním se roku 1864 ve francouzském Nice dostal k léčbě ruského prince Nikolaje Alexandroviče a působil pak jako jeho osobní lékař. Pobýval na evropských panovnických dvorech a čekala ho možnost stát se vysokým vládním úředníkem v Petrohradu. Ze služeb ale na vlastní žádost odešel roku 1872 zpět do Čech. Působil jako příležitostný lékař, který zadarmo léčil chudinu. Usadil na velkostatku Baldov. Od roku 1873 byl okresním starostou a na tomto postu setrval třicet let. Zasadil se o výstavbu Českomoravské transverzální dráhy a později i železniční trati Domažlice - Tachov.
V 80. letech 19. století se zapojil i do zemské a celostátní politiky. V doplňovacích volbách roku 1880 byl zvolen v kurii venkovských obcí (volební obvod Domažlice, Nová Kdyně) do Českého zemského sněmu. Mandát zde obhájil ve volbách v roce 1883 a volbách v roce 1889. Politicky patřil k staročeské straně. Do sněmu se po jisté přestávce vrátil po volbách v roce 1901.
Zasedal také v Říšské radě (celostátní zákonodárný sbor), kam byl zvolen již ve volbách roku 1873 za kurii venkovských obcí, obvod Plzeň, Kralovice, Klatovy atd. Tehdy ovšem ještě trvala česká politika pasivní rezistence (bojkot vídeňského parlamentu), takže se z politických důvodů nedostavil do sněmovny, čímž byl jeho mandát prohlášen za zaniklý. Aktivně se do práce Říšské rady zapojil až po volbách roku 1879, kdy byl zvolen za týž obvod. Slib složil 30. listopadu 1880. Mandát obhájil ve volbách do Říšské rady roku 1885. Po volbách v roce 1885 se na Říšské radě připojil k Českému klubu (jednotné parlamentní zastoupení, do kterého se sdružili staročeši, mladočeši, česká konzervativní šlechta a moravští národní poslanci).
Byl členem ústředního výboru Národní jednoty Pošumavské a členem prezídia Národní rady české.
Zemřel v srpnu 1913. Před smrtí utrpěl úraz na dráze, po němž se jeho stav zhoršoval. Stěžoval si na špatné dýchání. Bezprostřední příčinou smrti bylo selhání srdce. Byl pohřben v rodinné hrobce na Městském hřbitově v Domažlicích.